# Renault Twizy Sport F1

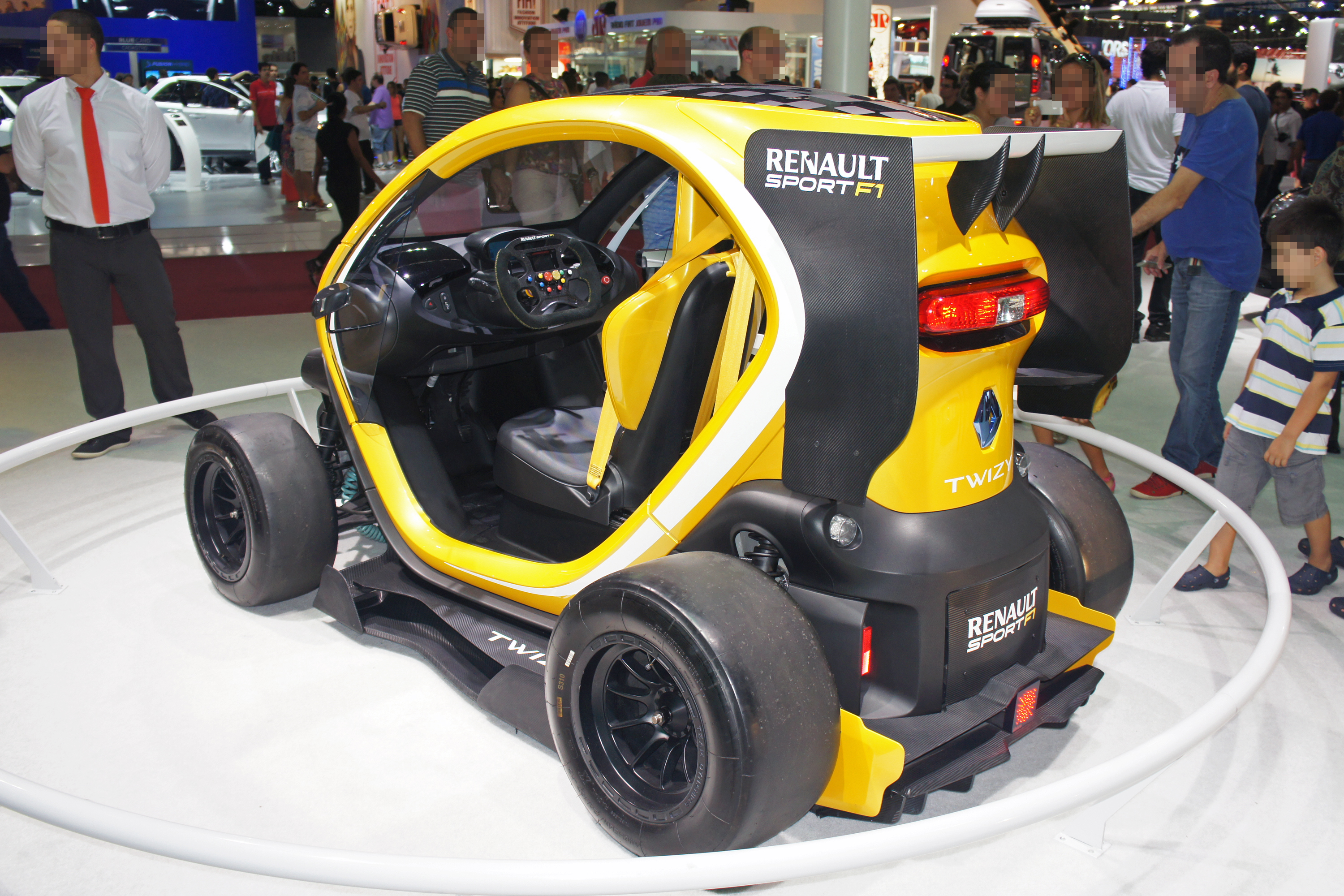
Heckansicht

Der Twizy Renault Sport F1 ist ein Prototyp des französischen Automobilherstellers Renault und basiert auf dem Renault Twizy. Genau wie das Serienmodell ist der Twizy Renault Sport F1 ein reines Elektrofahrzeug, verfügt jedoch entgegen der zweisitzigen Serien-Variante nur über eine einsitzige Fahrerkabine.

## Geschichte
Seine Weltpremiere feierte der Twizy Renault Sport am 27. April 2013 auf der World Series by Renault im Motorland Aragón. Eine Serienproduktion der Konzeptstudie ist nicht geplant.

## Ausstattung
Im Twizy Renault Sport F1 finden sich zahlreiche Technologien und Ausstattungselemente aus der Formel 1. Hierzu zählen die einsitzige Fahrerkabine, Seitenkästen, Frontflügel, Heckflügel und Heckdiffusor, Rennslicks, ein Lenkrad mit integrierter Messdatenanzeige, ein R.S.-Monitor und verschiedene Carbon-Bauteile. 
Zudem ist der Twizy Renault Sport F1 das weltweit erste Straßenfahrzeug, welches das Bremsenergierückgewinnungssystem KERS (Kinetic Energy Recovery System) verwendet. Bislang wurde diese Technologie ausschließlich in Fahrzeugen der Formel 1 eingesetzt. Im Gegensatz zu den Rennwagen der Königsklasse ist das KERS im Twizy jedoch nicht an einen Verbrennungsmotor, sondern an einen Elektromotor gekoppelt.

## Motorisierung
Der Twizy Renault Sport F1 verfügt über zwei Elektromotoren. Der eine Elektromotor entspricht mit 13 kW (18 PS) der leistungsstärkeren Ausführung der zwei Twizy-Serienmodelle. Der zweite Elektromotor ist an das KERS gekoppelt. Sobald der KERS-Akku durch Bremsenergierückgewinnung voll geladen ist, lässt sich per Knopfdruck am Lenkrad die Motorleistung für maximal 14 Sekunden um 82 PS erhöhen. Damit liegt die System-Gesamtleistung des Twizy Renault Sport F1 bei 73 kW (100 PS). 
Für die Beschleunigung von 0 auf Tempo 100 benötigt der Twizy Sport F1 rund sechs Sekunden. Die Höchstgeschwindigkeit ist auf 110 km/h begrenzt.